# Drom (Ain)
Pour les articles homonymes, voir Drom.
Pour les articles ayant des titres homophones, voir Drôme et Drome.
Drom est une commune française, située dans le département de l'Ain en région Auvergne-Rhône-Alpes.
Les habitants de Drom s'appellent les Dromniers.

## Histoire
En l’an 640, on lit, dans les archives religieuses jurassiennes : « Il est, dans la dernière vallée du Jura, la paroisse de Drunc ».
Situé au centre d’une vallée sèche, le village de Drom doit avoir des origines remontant entre le IVe siècle et le VIIe siècle[réf. souhaitée].
Étymologiquement, son nom viendrait de l’eau : Hydris ou les eaux stagnantes. En effet, pendant des siècles, les
occupants de ce site ont ainsi été alternativement victimes de sécheresses et d’inondations. Pas de rivière, peu de sources et de puits, mais une eau toujours présente dans les profondeurs de son sous-sol karstique.
L’église est citée à partir de 1184, et son chœur est reconstruit en 1475, dans la tradition du gothique flamboyant. À son côté subsiste un campanile, seul vestige de la chapelle primitive.

## Géographie
Drom se situe dans le Revermont.

### Climat
Pour des articles plus généraux, voir Climat d'Auvergne-Rhône-Alpes et Climat de l'Ain.
En 2010, le climat de la commune est de type climat des marges montargnardes, selon une étude du CNRS s'appuyant sur une série de données couvrant la période 1971-2000. En 2020, Météo-France publie une typologie des climats de la France métropolitaine dans laquelle la commune est dans une zone de transition entre le climat semi-continental et le climat de montagne et est dans une zone de transition entre les régions climatiques « Bourgogne, vallée de la Saône » et « Jura ».
Pour la période 1971-2000, la température annuelle moyenne est de 11 °C, avec une amplitude thermique annuelle de 17,7 °C. Le cumul annuel moyen de précipitations est de 1 337 mm, avec 11,5 jours de précipitations en janvier et 8,3 jours en juillet. Pour la période 1991-2020, la température moyenne annuelle observée sur la station météorologique de Météo-France la plus proche, « Ceyzériat_sapc », sur la commune de Ceyzériat à 6 km à vol d'oiseau, est de 11,7 °C et le cumul annuel moyen de précipitations est de 1 032,6 mm,. Pour l'avenir, les paramètres climatiques de la commune estimés pour 2050 selon différents scénarios d'émission de gaz à effet de serre sont consultables sur un site dédié publié par Météo-France en novembre 2022.

## Urbanisme

### Typologie
Au 1er janvier 2024, Drom est catégorisée commune rurale à habitat dispersé, selon la nouvelle grille communale de densité à 7 niveaux définie par l'Insee en 2022.
Elle est située hors unité urbaine. Par ailleurs la commune fait partie de l'aire d'attraction de Bourg-en-Bresse, dont elle est une commune de la couronne,. Cette aire, qui regroupe 80 communes, est catégorisée dans les aires de 50 000 à moins de 200 000 habitants,.

### Occupation des sols
L'occupation des sols de la commune, telle qu'elle ressort de la base de données européenne d’occupation biophysique des sols Corine Land Cover (CLC), est marquée par l'importance des forêts et milieux semi-naturels (51 % en 2018), une proportion sensiblement équivalente à celle de 1990 (50,7 %). La répartition détaillée en 2018 est la suivante : 
forêts (49,2 %), zones agricoles hétérogènes (30,4 %), prairies (15,4 %), zones urbanisées (3,2 %), milieux à végétation arbustive et/ou herbacée (1,8 %).
L'évolution de l’occupation des sols de la commune et de ses infrastructures peut être observée sur les différentes représentations cartographiques du territoire : la carte de Cassini (XVIIIe siècle), la carte d'état-major (1820-1866) et les cartes ou photos aériennes de l'IGN pour la période actuelle (1950 à aujourd'hui).

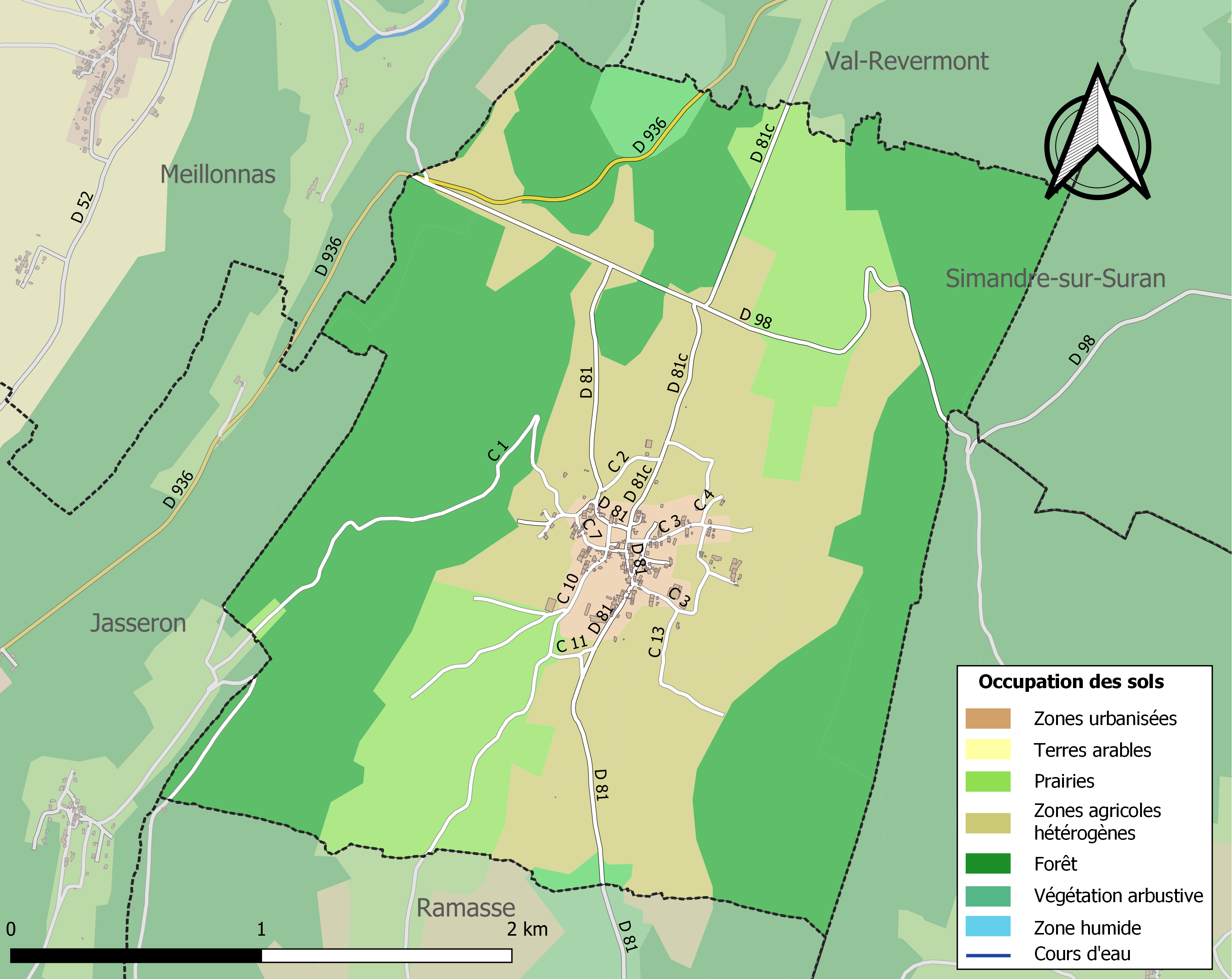
Carte des infrastructures et de l'occupation des sols de la commune en 2018 (CLC).

## Politique et administration

### Découpage territorial
La commune de Drom est membre de la communauté d'agglomération du Bassin de Bourg-en-Bresse, un établissement public de coopération intercommunale (EPCI) à fiscalité propre créé le 1er janvier 2017 dont le siège est à Bourg-en-Bresse. Ce dernier est par ailleurs membre d'autres groupements intercommunaux.
Sur le plan administratif, elle est rattachée à l'arrondissement de Bourg-en-Bresse, au département de l'Ain et à la région Auvergne-Rhône-Alpes. Sur le plan électoral, elle dépend du  canton de Saint-Étienne-du-Bois pour l'élection des conseillers départementaux, depuis le redécoupage cantonal de 2014 entré en vigueur en 2015, et de la première circonscription de l'Ain  pour les élections législatives, depuis le dernier découpage électoral de 2010.

### Administration municipale
| Période        | Période        | Identité                 | Étiquette | Qualité                              |
| -------------- | -------------- | ------------------------ | --------- | ------------------------------------ |
| mars 1790      |                | Antoine Caillat          |           |                                      |
| juin 1800      | avril 1820     | Claude Benoît Gaillard   |           |                                      |
| avril 1820     | septembre 1824 | Pierre Caillat           |           |                                      |
| septembre 1824 | juin 1827      | Claude Benoît Caillat    |           |                                      |
| juin 1827      | octobre 1831   | Claude Caillat           |           |                                      |
| octobre 1831   | août 1843      | Joseph Marie Gaillard    |           |                                      |
| août 1843      | décembre 1871  | Hippolyte Gouilloux      |           |                                      |
| décembre 1871  | juin 1876      | César Auguste Gaillard   |           |                                      |
| octobre 1876   | janvier 1878   | Jules Malessard          |           |                                      |
| janvier 1878   | avril 1886     | Hippolyte Gouilloux      |           |                                      |
| avril 1886     | juillet 1917   | Albert Gaillard          |           |                                      |
| décembre 1919  | mai 1925       | Modeste Larruat          |           |                                      |
| mai 1925       | août 1925      | Auguste Corretel         |           |                                      |
| août 1925      | novembre 1932  | Auguste Grenodon         |           |                                      |
| novembre 1932  |                | Aimé Caillat             |           |                                      |
| octobre 1944   | mars 1959      | Marius Corretel          |           |                                      |
| mars 1959      | mars 1971      | Aimé Jacquemet           |           |                                      |
| mars 1971      | mars 1983      | Marcel Raffin            |           |                                      |
| mars 1983      | juin 1995      | Noël Larruat             |           |                                      |
| juin 1995      | mars 2001      | Jean Carrier             |           |                                      |
| 2001           | 2014           | Daniel Brochier          |           |                                      |
| 2014           | 2020           | Yves Guillemot           |           |                                      |
| mai 2020       | novembre 2020  | Florence Blatrix-Contat, |           | Professeure, profession scientifique |
| novembre 2020  | En cours       | Michel Guillot           | SE        | Technicien                           |

## Démographie
L'évolution du nombre d'habitants est connue à travers les recensements de la population effectués dans la commune depuis 1793. Pour les communes de moins de 10 000 habitants, une enquête de recensement portant sur toute la population est réalisée tous les cinq ans, les populations de référence des années intermédiaires étant quant à elles estimées par interpolation ou extrapolation. Pour la commune, le premier recensement exhaustif entrant dans le cadre du nouveau dispositif a été réalisé en 2004.
En 2022, la commune comptait 215 habitants, en évolution de −0,92 % par rapport à 2016 (Ain : +5,15 %, France hors Mayotte : +2,11 %).
| 1793 | 1800 | 1806 | 1821 | 1831 | 1836 | 1841 | 1846 | 1851 |
| ---- | ---- | ---- | ---- | ---- | ---- | ---- | ---- | ---- |
| 427  | 436  | 552  | 436  | 455  | 420  | 436  | 417  | 431  |

| 1856 | 1861 | 1866 | 1872 | 1876 | 1881 | 1886 | 1891 | 1896 |
| ---- | ---- | ---- | ---- | ---- | ---- | ---- | ---- | ---- |
| 427  | 441  | 427  | 418  | 436  | 425  | 405  | 402  | 328  |

| 1901 | 1906 | 1911 | 1921 | 1926 | 1931 | 1936 | 1946 | 1954 |
| ---- | ---- | ---- | ---- | ---- | ---- | ---- | ---- | ---- |
| 322  | 327  | 292  | 237  | 220  | 194  | 193  | 170  | 181  |

| 1962 | 1968 | 1975 | 1982 | 1990 | 1999 | 2004 | 2006 | 2009 |
| ---- | ---- | ---- | ---- | ---- | ---- | ---- | ---- | ---- |
| 147  | 146  | 153  | 139  | 146  | 160  | 163  | 166  | 205  |

| 2014 | 2019 | 2022 | - | - | - | - | - | - |
| ---- | ---- | ---- | - | - | - | - | - | - |
| 222  | 214  | 215  | - | - | - | - | - | - |

## Économie
L’activité économique a longtemps reposé sur la polyculture, avec une prédominance de la vigne, qui recouvrait un quart du territoire[réf. souhaitée].
Longtemps, la pierre a aussi pu assurer quelque revenu aux habitants de la vallée. Aujourd’hui, une carrière subsiste encore pour la pierre de taille et une pour la production de matériaux concassés, qui fonctionnent épisodiquement.
Après la crise du phylloxéra, l’agriculture s’est spécialisée dans l’élevage laitier : fondée en 1881, la coopérative est la plus petite du département. Située dans la zone AOC du Comté, elle en produit quotidiennement une dizaine de meules. De plus, elle est à l’origine de la renaissance du « clon », le fromage produit dans la Bresse pendant tout le Moyen Âge.

## Lieux et monuments
- Tunnel d'écoulement des eaux long de 900 m, creusé en 1860 pour assainir la commune.
- Église Saint-Thyrse de Drom, gothique du XVIIe siècle.
- Grotte de Luy.

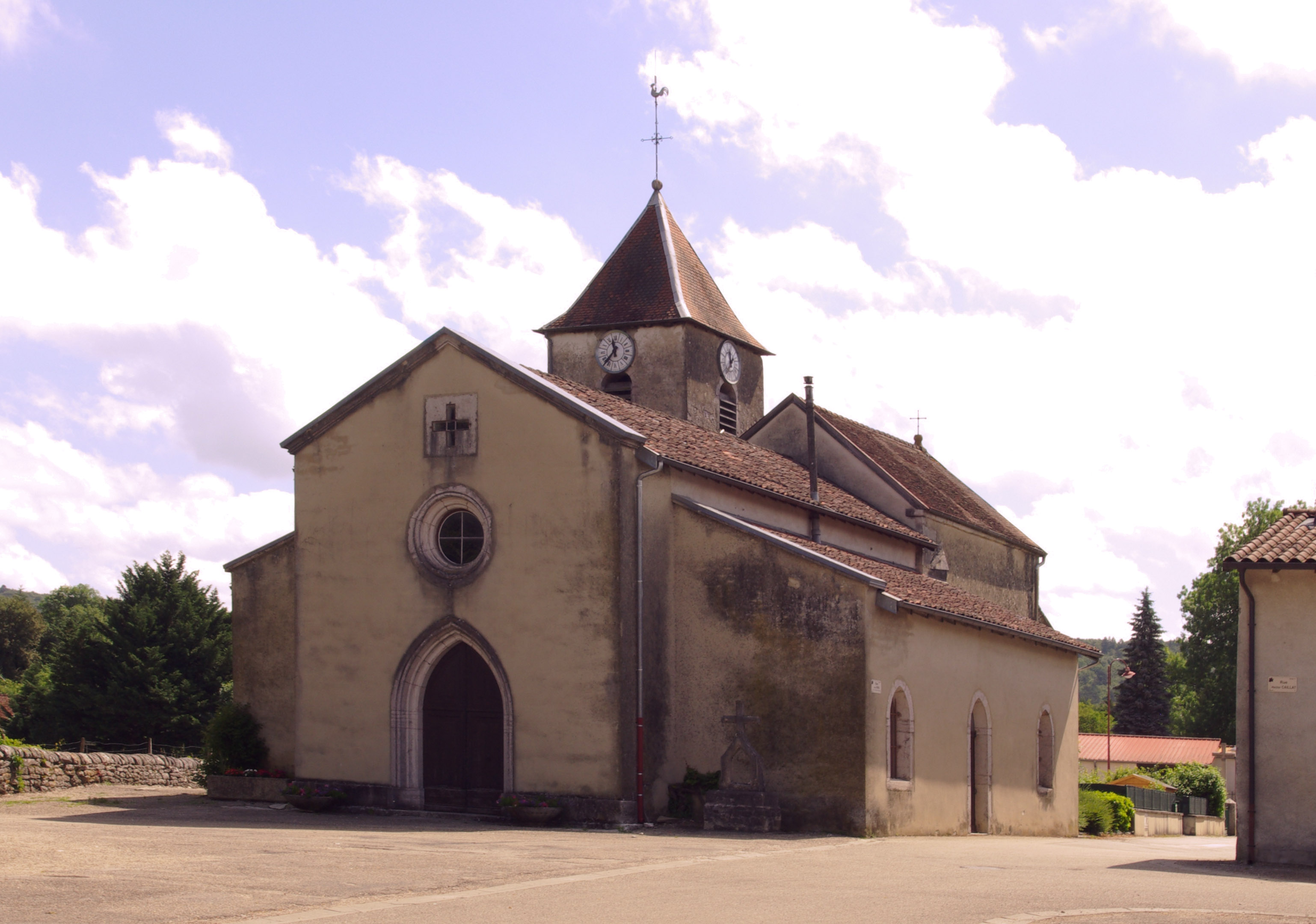
L'église.
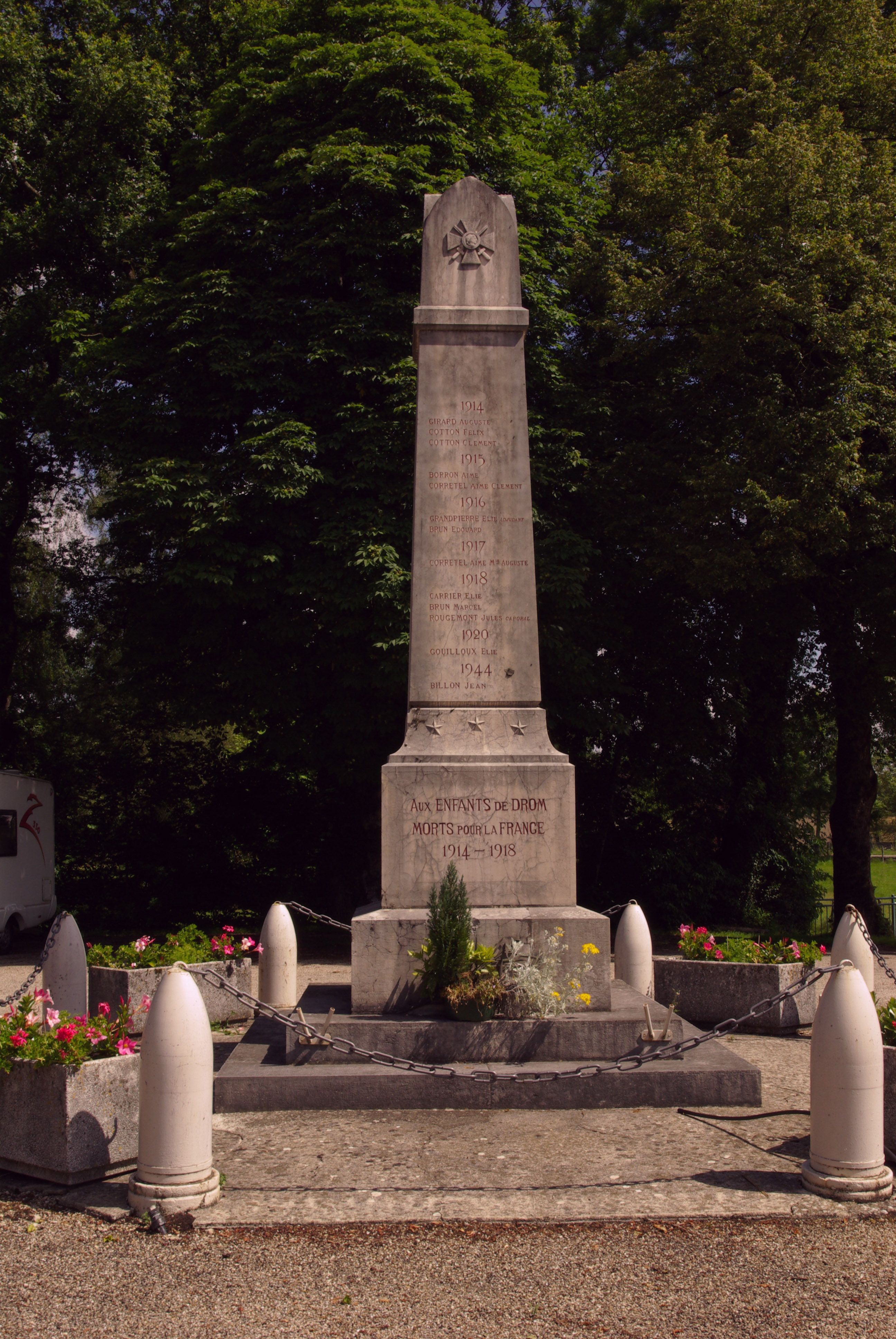
Le monument aux morts.
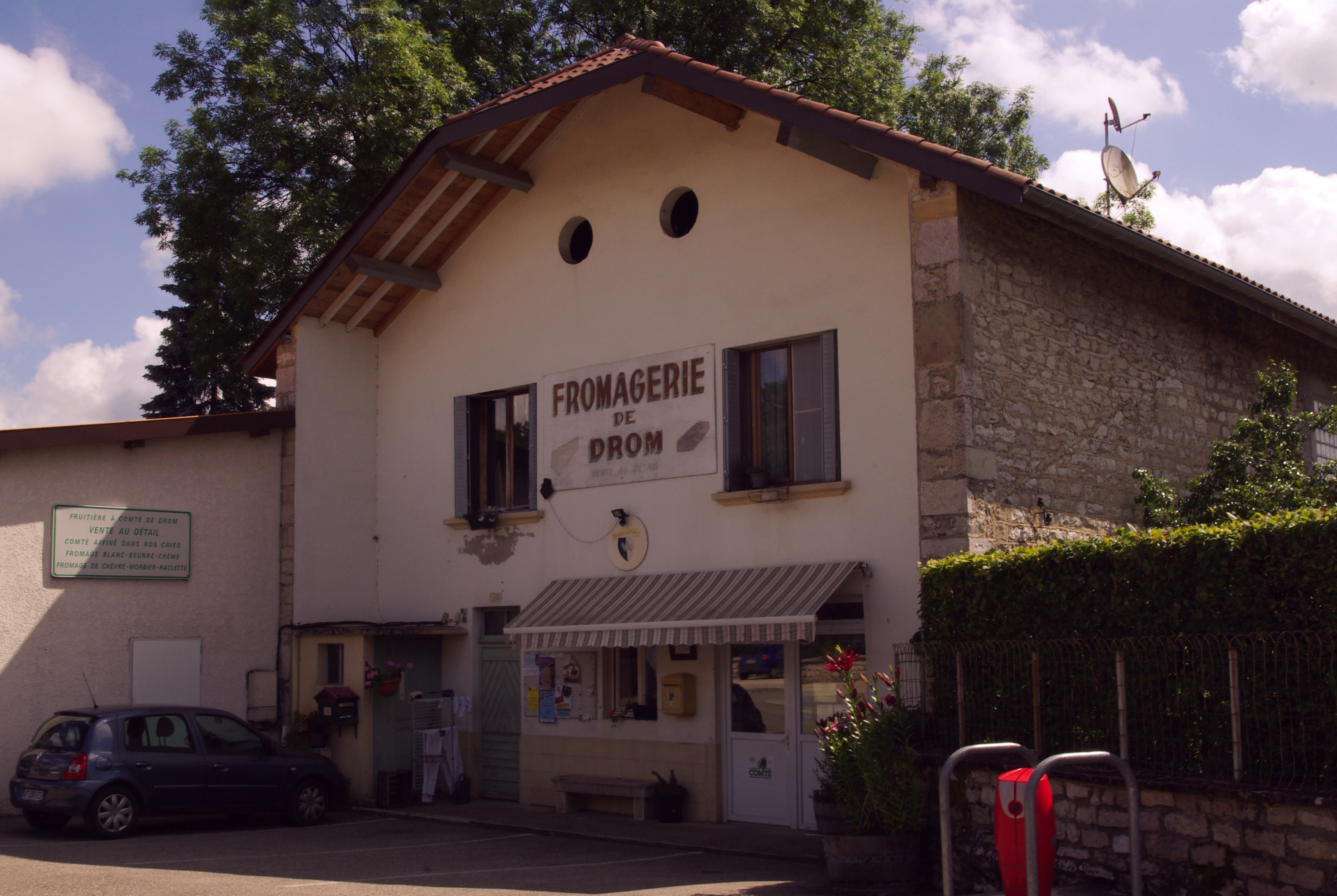
La fromagerie.
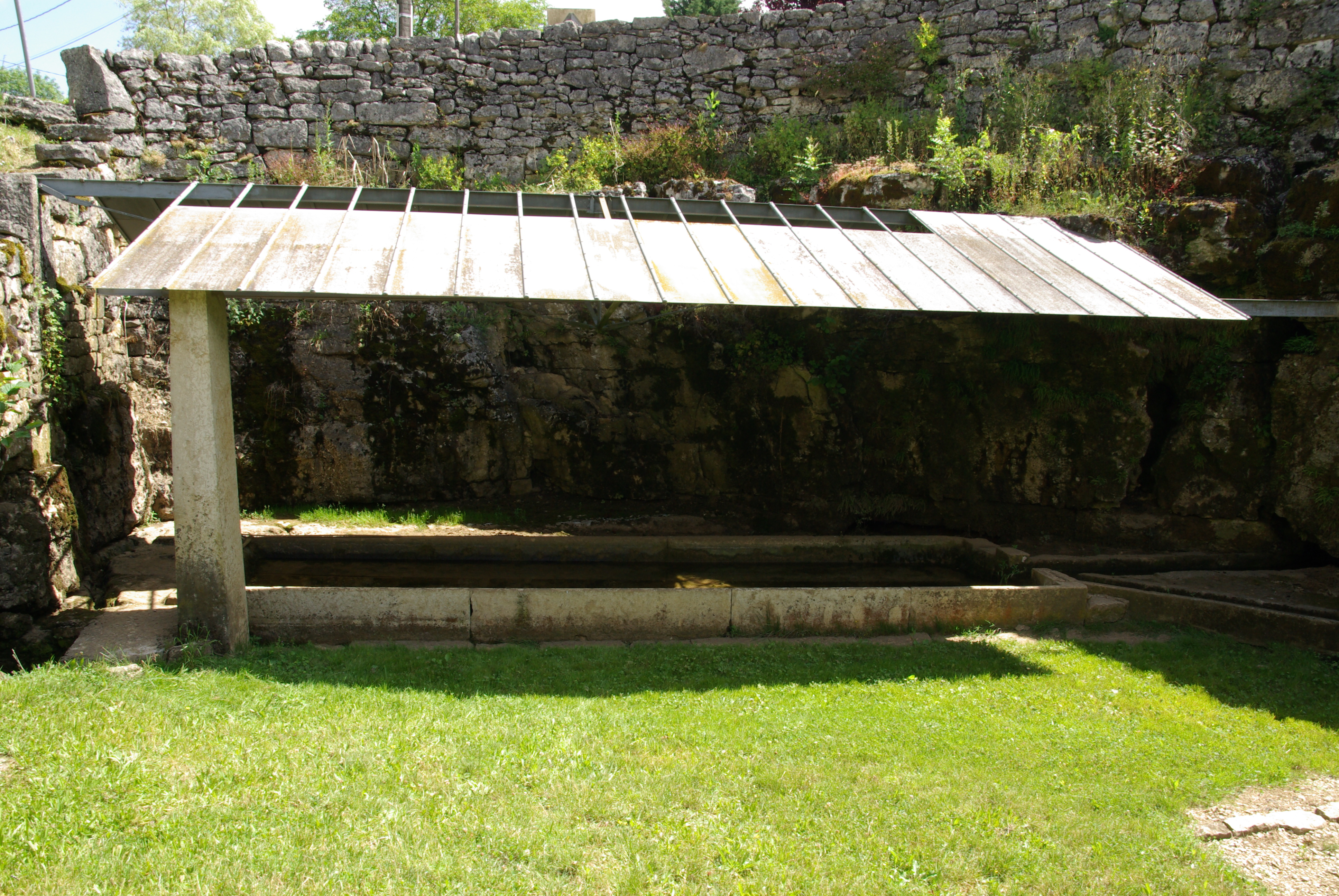
Le lavoir.